# Elymus cacuminis
Elymus cacuminis là một loài thực vật có hoa trong họ Hòa thảo. Loài này được B.Rong Lu & B.Salomon mô tả khoa học đầu tiên năm 1993.

## Đặc điểm sinh sống
Elymus cacuminis thường mọc ở cánh đồng, thảo nguyên hay khu rừng thưa; thường sống ở vùng Caucaus, Trung Á và dãy Himalaya.

## Lợi ích
Elymus cacuminis được sử dụng như một loại cây trang trí trong các khu vườn và công viên. Nó cũng được sử dụng để kiểm soát sự xói mòn và làm cây che phủ đất trống. Đây là một loại cây mạnh mẽ và có thể chịu được nhiều điều kiện đất và khí hậu khác nhau. 